# Konrad Rapp (Politiker)
Konrad Rapp (* 23. März 1901 in Algringen, Lothringen; † nach 1974) war ein deutscher Politiker (SED). Er war von 1946 bis 1950 Landtagsabgeordneter in Sachsen-Anhalt.

## Leben
Konrad Rapp stammte aus Lothringen. Er verlor durch einen Grubenunfall seinen Vater. Nach Beginn des Ersten Weltkriegs musste er als Bergmann arbeiten, da sein älterer Bruder zur Armee musste. Nachdem er sich 1920 an einem Generalstreik beteiligt hatte, musste er Elsass-Lothringen verlassen und zog nach Blankenburg im Harz. Auch dort arbeitete er zuerst als Bergmann, nach der Gesellenprüfung ab 1925 als Installateur. Er schloss sich der KPD an und war 1933 Organisationsleiter im KPD-Kreisvorstand; ferner war er Mitglied im Kampfbund gegen den Faschismus. Nach der Machtübernahme der Nationalsozialisten wurde Rapp verhaftet, anschließend war er zwei Jahre lang arbeitslos. Nachdem er zunächst als wehrunwürdig eingestuft worden war, wurde er am 30. August 1944 zur Wehrmacht einberufen. Im April 1945 geriet er in Italien in amerikanische Kriegsgefangenschaft, aus der er 1946 entlassen wurde.
Sofort nach seiner Rückkehr nach Blankenburg trat Rapp der SED bei und wurde am 1. Oktober 1946 Kreisführer der Landpolizei (ab 1949 Deutsche Volkspolizei), in der er bis zum VP-Oberrat aufstieg. Zwei Monate nach seiner Rückkehr 1946 wurde er für die SED in den Landtag von Sachsen-Anhalt gewählt. 1952 musste er wegen seiner durch die Herkunft aus Lothringen und die amerikanische Kriegsgefangenschaft bedingten „Westkontakte“ sowie einer negativen Bewertung durch seinen Vorgesetzten die Volkspolizei verlassen. Im Anschluss arbeitete er als Vorstand in mehreren Konsumgenossenschaften. 1960 wurde er Leiter eines FDGB-Erholungsheims.
Zwischen 1955 und 1974  war Rapp Geheimer Informant bzw. Inoffizieller Mitarbeiter des Ministeriums für Staatssicherheit; auch stellte er seine Wohnung für konspirative Treffen zur Verfügung. Als IM stellte er Informationen zur Verfügung, die er durch Gespräche mit nach Westdeutschland gereisten Gästen erhalten hatte; nach seinem Renteneintritt stellte er auch in Westdeutschland erlangte Informationen zur Verfügung.
1971 wurde Rapp mit dem Vaterländischen Verdienstorden ausgezeichnet.